# Lonely Day (пісня De/Vision)
«Lonely Day» — промо сингл гурту De/Vision з альбому «Two». «Unplugged» версія записана у 2001 році й узята з однойменного CD. Вийшов обмеженим тиражем.

## Вміст (track list)
CD — Номер за каталогом: 74321 93260-2
1. Lonely Day (Radio Cut) (3:29)
2. Lonely Day (Album Version) (5:07)
3. Lonely Day (Unplugged) (5:02)